# Ilmari Hannikainen

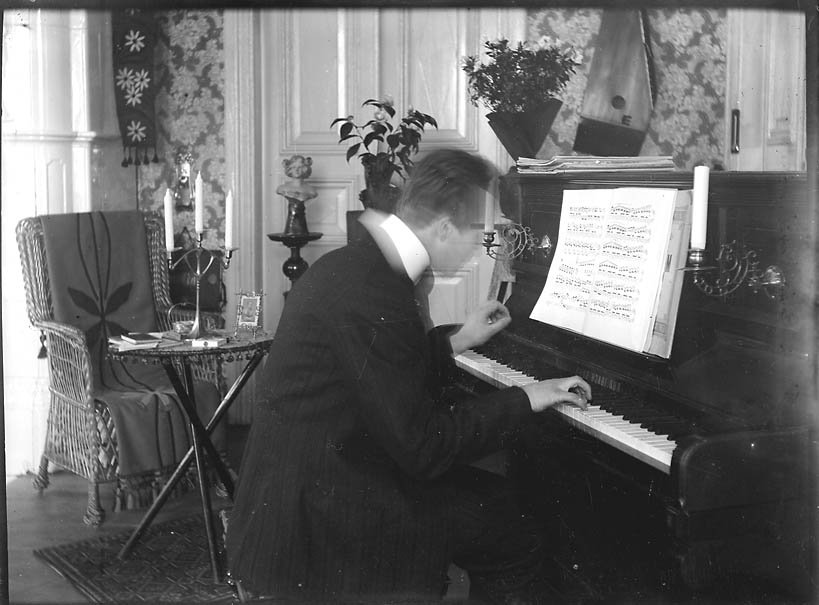
Ilmari Hannikainen vid pianot.

Toivo Ilmari Hannikainen född 19 oktober 1892 i Jyväskylä i Finland, död 25 juli 1955 i Kuhmois, var en finländsk pianist och tonsättare. Han var son till Pekka Juhani Hannikainen och bror till Tauno och Arvo Hannikainen.

## Biografi
Hannikainen var från 1923 1:e lärare i pianospel vid Helsingfors konservatorium (från 1939 Sibelius-Akademin) och blev 1939 professor där.
Han företog flera konsertresor i Europa, och representerade bland annat Finland vid den skandinaviska konserten i London 1923. Hannikainen har komponerat en pianokvartett, en pianokonsert, en mängd solosånger och mindre pianostycken samt musik till folkoperan Skördefesten.
Han var främst aktiv inom konstmusiken, men har även skrivit filmmusik.
Ilmari Hannikainen har också tonsatt ett antal andliga sången om blivit mycket uppskattade. Exempel på dessa är: Kom till mig och min Herre Jesus ochFärdemannens psalm,
Hannikainen drunknade under en seglats i Kuhmois 1955. Några av hans musikerkolleger, som Aarre Merikanto, ansåg att hans död var självmord. Han är begravd på Sandudds begravningsplats i Helsingfors.

## Filmmusik i urval
- 1934 – Sången om den eldröda blomman

## Utmärkelser
- Kommendörstecknet av Finlands Lejons orden[4]
- Officier de l’instruction publique[4]

[Redigera Wikidata]